# Iñaki Salvador
Iñaki Salvador Gil (San Sebastián, 10 de abril de 1962) es un pianista, arreglista y compositor vasco que cursa estudios clásicos de Piano, Acordeón, Armonía, Contrapunto y Fuga, siendo alumno de maestros tan prestigiosos como Jesús González Alonso y Francisco Escudero García de Goizueta, entre otros.
En el campo de la música moderna y el jazz es básicamente autodidacta, habiendo recibido seminarios de músicos como Dave Liebman, Richie Beirach, Billy Hart y Roc McLlure y habiendo cursado asimismo los últimos grados de prestigiosas escuelas de Barcelona como el Taller de Musics o el Aula de Música Moderna y Jazz, en los años 80. 
Desde 1980 desarrolla su actividad profesional en diferentes áreas:
- Realiza composiciones y arreglos para espectáculos de Teatro y Danza, para grupos como Tanttaka (finalista en los premios Max del año 2001, junto a Santiago Auserón y Carles Cases, por su música compuesta para Novecento, el pianista en el océano, y premio Max 2009 al espectáculo Hnuy Illa, de cuya música es autor), Trapu Zaharra y Ur Teatro, así como todos los espectáculos de su propia compañía Vaivén Producciones, entre otros muchos. Compone música para cortometrajes y largometrajes, entre los que se puede destacar el trabajo realizado para los largos Urte Illunak, Maité, Sí, quiero y Kutzidazu bidea, Ixabel. Asimismo escribe música para espacios de radio y televisión. Ha aparecido en más de 60 discos de artistas como Txomin Artola, Oskorri, Imanol, Luis Eduardo Aute, Mikel Markez, Golden Apple Quartet, entre otros. Trabajó durante 25 años junto al cantante Mikel Laboa en todos sus conciertos y grabaciones.
- Lidera sus propios grupos de jazz: Iñaki Salvador Trío, Naima Quartet, Andrzej Olejniczak-Iñaki Salvador Quartet, Iñaki Salvador & Zilbor Hestea, Iñaki Salvador Noneto… editando discos con todos ellos,. Ha aparecido además colaborando en directo o en grabaciones discográficas al lado de artistas como Perico Sambeat, Charles Tolliver, Mikel Andueza, Jean Touissant, Allan Skidmore, Jorge Pardo, Uffe Markussen, Pedro Iturralde, Bill Saxton, Joaquín Chacón, Jesse Davis, Alvin Queen, Reggie Jhonson, Joan Sanmartí, Dusko Gojkovic y muchos otros, entre los cuales está la mayor parte de músicos de jazz españoles. Ha actuado en los festivales de jazz de ciudades como Barcelona, Vitoria, Madrid, Sevilla, San Sebastián, Guecho, Berlín, Brujas (Bélgica), Bucarest (Rumanía), Perpiñán, en el Midem de Cannes, etc.

- Mantiene una intensa actividad pedagógica impartiendo clases y seminarios en diferentes Escuelas y Conservatorios, entre las que se pueden destacar las prestigiosas Aula de Música Moderna y Jazz de Barcelona y Taller de Musics de la misma ciudad. Ha sido profesor de Música Moderna en escuelas como Jazzle (San Sebastián) y en la escuela municipal de música y danza de San Sebastián. En la actualidad es profesor de piano-jazz en el Centro Superior de Música del País Vasco, Musikene.

## Premios
- Festival de Jazz de San Sebastián.
- Festival de Guecho.
- Festival de Berlín (Alemania)(formando parte de la Big-Band Barna Band).
- Programa de TVE Jazz entre amigos
- 1997: Premio Tete Montoliu,[1] instituido en Madrid por primera vez en memoria del genial pianista catalán desaparecido poco tiempo antes.

## Discografía (Selección)
- 2011: Espacio abierto (con el contrabajista Francis Posé y el batería José Vázquez “Roper”)
- 2010: Lilurarik ez – Mikel Laboarekin solasean, dedicado monográficamente a la música de Mikel Laboa
- 2010: Te doy una canción (versiones jazzísticas a partir de canciones de conocidos cantautores)
- 2002: Novecento, el pianista en el océano[2] (con el trompetista Mathew L. Simon)